# آمیدرازون

دو شکل توتومر از آمیدرازن‌ها: هیدرازید ایمیدها (سمت چپ) و آمید هیدرازون‌ها (سمت راست)

آمیدرازون‌ها(به انگلیسی: Amidrazone) دسته ای از ترکیبات شیمیایی هستند که به‌طور رسمی از اسیدهای کربوکسیلیک مشتق شده‌اند. آمیدرازون‌ها  می‌توانند در دو شکل توتومر وجود داشته باشند: هیدرازید ایمیدها (RC(=NH)NHNH2) و آمید هیدرازون‌ها (RC(NH2)=NNH2). 

## کاربردها
بعضی از آمیدرازون‌ها به عنوان حشره کش استفاده می‌شوند.  